# A „magyar” szó etimológiája
A magyar szó a magyarok önelnevezése. A szó a népre és nyelvére egyaránt vonatkozik. Főnévi és melléknévi értelemben egyformán használjuk. Saját nyelvükhöz hajlított alakját – például „mađar”, „maghiară” – más népek, elsősorban szomszédaink szókészletében is megtaláljuk.
A magyar név középkori forrásokban gyakorta vegyes hangrendű magyer, illetve mogyer alakban jelenik meg. E szóalakokat később, a helyesírási szabályok kimunkálása nyomán, a mai köznyelvben is honos mély hangrendű alak váltotta fel.
A magyar szó hasonlít az egyik honfoglaló törzs nevére. A magyar név és a Megyer törzs nevének kapcsolata mindazonáltal vita tárgya.
Régebben Magyarországot is (-ország utótag nélkül) egyszerűen Magyarnak nevezték, magyar lakóját pedig magyarinak.

## Amagyarszó eredete
A magyar szó eredetére vonatkozó első tudományos igényű véleményt 1747-ben Johann Eberhard Fischer, szentpétervári tudós fogalmazta meg. Vocabularium Sibiricum című szófejtő munkájában a magyar (Madshar) népnevet a szölkup–szamojéd mádschi, mači (erdő) szóval veti egybe óvatosan. Megállapítását ma már csak tudománytörténeti érdekességként tartják számon.
A magyar szó feltételezett, eredetileg vegyes hangrendű alakja nyelvészeink szerint *magyer lehetett, s ebből a szakemberek egy része arra következtet, hogy ez esetben szóösszetétellel vagy idegen szó átvételével van dolgunk.
Van olyan vélemény is, miszerint a magyar szó régebbi, vegyes hangrendű formái – e szóalakok a 16. századig jelen voltak forrásainkban – nem lehetnek túl régiek. Használatban lehettek már a honfoglalás előtt, ám ha sokkal előbb meglettek volna, akkor már korábban el kellett volna tűnniük.
A mongolok a 13. században madzsarnak nevezték a magyar népet. Valószínűleg volgai magyar tolmácsokat alkalmaztak, akik madzsarnak hívták magukat. E nevet azután a mongolok elterjesztették keleten. A szó vándorútját követni tudjuk perzsa és kínai forrásokban, s utóbb a szóban forgó névalak feltűnt más kútfőkben is.
Róna-Tas András szerint a magyar < madzsar < madzser alakváltozást teljes mértékben magyar nyelvi fejleménynek kell tekinteni. A nyugati (Kárpát-medencei) magyarság esetén a változást így vázolhatjuk fel: magyar < magyer < madzser < madzs + er < mancsa.

### Finnugor és finnugor–iráni szófejtések
A szakemberek egy része a magyar szót finnugor–ősiráni eredetűnek tartja. Összetett kifejezésről van szó, állítják, melynek első eleme a feltételezett *magy, második eleme pedig az er szó.
Az alábbi magyarázatoknak nemigen van szilárd magva; mindegyikük feltételezések rendszerére épül. Megfogalmazásuk körülményes, mondanivalójuk igen nehezen emészthető.

#### A feltételezett*magyszó
Reguly Antal említette először 1841-ben, hogy a magyar szó hasonlít az Oroszország területén élő vogulok önelnevezésére, a manysira. A nyelvtudósok, további vizsgálódások nyomán, kijelentették, hogy a vogulok és az osztjákok – vagyis a manysik és a hantik – a magyarok legközelebbi nyelvrokonai, s a manysik nyelve áll közelebb a magyarokéhoz.
Ama körülmény, hogy csak a manysik neve hasonlít a magyarokéhoz, Reguly szerint azt mutatja, hogy e név az uráli, finnugor és ugor nyelvi egység felbomlása után alakult ki. Vagyis azon időből származik, amikor a magyarok már csak a manysikkal éltek szorosabb kötelékben. Létezik azonban a magyarhoz hasonló szó – csoport megjelölésére szolgál – a hantik között is, s eszerint lehetséges, hogy mégis közös ugor kifejezésről van szó.
A manysik exogám közösségekben, frátriákban élnek. Egyik közösségük neve mōś, a másiké pedig por. (A mānśi megszólítás a manysik egész népességére vonatkozik.) A mōś elnevezést régebben a magyar népnév gyökerének tartották. A mōś név a hantiknál is megvan, az exogámia szokása azonban, úgy tűnik, csak a hantik között élő északi manysiknál létezik. Ennélfogva a szokást és az ehhez kapcsolódó megnevezéseket a manysik egy része a hantiktól vehette át. Ebből következtetve a mōś névnek még sincs köze a magyarok önelnevezéséhez. Akkor sem, ha a magyar és a manysi közös eredetű szó. A mōś őshanti alakja *mańća lehetett, s ez hasonló *mańća ősugor szóalakra vezethető vissza. Mindkettő gond nélkül egyeztethető lenne a magyar népnév magy elemével. Az ősmanysiban e szó azonban már magas hangrendű *mäńćä alakú lehetett.
A mondottakkal kapcsolatos nehézségeket úgy is meg lehet fogalmazni, hogy a magyar nyelv ugyan a manysihoz áll közelebb, a feltételezett közös népnevet mégis a hantiból lehetne könnyebben magyarázni. A magyarban, állítólag, több példa van rá, hogy egy régi ncs hangkapcsolat dzs, majd gy hanggá alakul át. Agyar szavunk, Róna-Tas András szerint, egy feltételezett *oncsara, ágyék szavunk pedig egy feltételezett *oncsa szóalakból származik.
Egy másik magyarázat szerint a magy, *mańća kifejezés mese szavunk rokona. Eszerint a magyar név mesélőt jelent. A szóban forgó név talán úgy keletkezett, hogy az ugorok délre vándorolva idegen népekkel találkoztak, kiknek beszédét nem értették, csupán azt tudták, hogy valamiről beszélnek, mesélnek. Hasonló szellemben járnak el a szlávok, akik nyemecnek, azaz némának nevezik a germán népeket. E feltevés azonban nem ad magyarázatot arra, miképp öltötték magukra a magyarok az eredetileg másokra, érthetetlen nyelvet beszélőkre használt szót. Mintha csak a szlávok magukat kezdték volna el nyemecnek nevezni.

#### Azerszó mintférfi,ember
Amennyiben a magyar kifejezés er elemét önálló szónak tekintjük, akkor egyszerűsége és egyetlen mássalhangzója miatt rendkívül nehéz eredetét megállapítani. Az er kifejezés lényegében minden r hangot (és az r-rel hangtanilag összekapcsolható mássalhangzót) magában foglaló szóval rokonítható.
Az egyik magyarázat szerint az er szóban ama feltételezett, férfi, ember jelentésű finnugor *irkä szóalakot kell látnunk, mely a férfi és ember, s azonkívül a némber, né-ember szóban is benne foglaltatik. Eredetileg egy ilyen szóösszetétel a feltételezett *mańćairkä alakot vette volna fel. E szó közepén hangrés van, két magánhangzó találkozik, s ezt a magyar nyelv nemigen tűri. A beszélő vagy beszúr egy mássalhangzót (fee > feje), vagy a két magánhangzót összevonja egy hosszú magánhangzóvá (ha azonos magánhangzókról van szó), vagy az egyik magánhangzót kihagyja (néember > némber).
Róna-Tas András az 1984. évben kifejtette, hogy egy manysi ember alakú önelnevezés nem valószínű, ahogy az Englishman, deutscher Mensch, russzkij muzs kifejezés sem népnév. Ilyenre nincs példa. Van ugyanakkor er török szó, melynek jelentése ember. Az azonban még kevésbé valószínű, hogy egy finnugor nyelvű nép neve félig finnugor, félig török legyen.
Hasonló okfejtés, miszerint a magyar szó indoiráni eredetű, s benne az árja (nemes) kifejezés töve rejlik. Az átvétel azon időben történhetett, amikor a lovas életmódot is átvettük az iráni népektől az Aral-tó környékén. Eszerint tehát a magyar név régi indoeurópai szóban gyökerezik, mely nem csak Irán, hanem Írország (Éire, Éirinn) nevében is megtalálható.[forrás?]

#### Azerszó mint önálló népnév
Más magyarázatok szerint az er elemben önálló népnevet kell látnunk. Lehet ez például egy ugorokhoz csatlakozott finnugor nép neve. Van is ilyen névnek nyoma a manysik között, akik az északi manysikat mańś-jōren névvel illetik. A szó első eleme a manysik saját neve, a jōren szóelem jelentése pedig szamojéd. Ezen magyarázat ellen szól, hogy eléggé furcsa lenne, ha az er szó a magyarban egyszerre lenne ember jelentésű közszó – ahogy máig is az –, és egy idegen nép neve.
Nyelvtörténeti szempontból akadálynak látszik, hogy az előbbi feltevés kiagyalója az er (är) néppel való találkozást az Uráltól nyugatra képzeli el, ám nincs nyoma annak, hogy ekkor a magyarság ott tartózkodott volna.
Van olyan nézet is, mely szerint a szóban forgó er a másik csoporthoz legközelebb álló népesség neve volt. Vagyis az er-ek közelebb álltak a *mancsák-hoz, mint az obi-ugorok. Esetleg a már említett két közösséget (mōś és por) ismerhetjük fel bennük.
Egy másik elmélet az ugorokhoz, illetve magyarokhoz csatlakozott er népben az alánok egyik törzsét, az er nevűt látja.[forrás?]
A iürkákat – nevük összekapcsolható a *irkä, illetve er szóval is – Harmatta János uráli népnek tartja. A szóban forgó népességről Hérodotosz tudósít az i. e. 5. században. Harmatta feltételezése szerint a iürkák ősmagyarok voltak, akik a jelzett időben a Káma mentén éltek.

### Indoiráni szófejtések
Beregszászi Nagy Pál szerint a perzsa madsara, illetve madsarai szó jelentése végzet, sors, szerencse. Nevezett szerző ugyanezen értelmet tulajdonítja a türk ogur szónak is.
A délre vándorolt ugorok feltételezett *mańća neve származhat idegenektől is. A magyarok – az elmélet megalkotója úgy véli – indoiráni lovas népességgel kerültek kapcsolatba, akik Manu nemzetségéből valónak nevezték magukat. Egy idő után az életmódot váltó ugorok maguk is ezt vallották.
Felmerül a kérdés, hogy az ugor népek a manu szót együtt vették-e át, vagy külön-külön, egymástól függetlenül. A hanti, manysi és magyar szó egyeztetési nehézségei inkább arra utalnak, hogy külön-külön. A Manutól származó kifejezés avesztai nyelven Manuš.čiθra, középperzsa nyelven pedig Manuščihr alakú. A szóátvételnek akkor kellett történnie, amikor még megvolt a magyarban az ńć (nycsj) mássalhangzó-kapcsolat, melyből egy ɜ̃ mássalhangzó közvetítésével gy hang lett. E változásban viszont már török jövevényszavak (pl. gyöngy) is részt vettek.
Egyes szerzők az együtt élő ugorokat és irániakat a cserkaszkuli kultúra, illetve az andronovói kultúra népeivel azonosítják (Lásd: Magyar őstörténet).
Felvetették – tudományos igényű alátámasztás, a hangtani változások, illetve a régészeti, valamint a történeti összefüggések elemzése nélkül –, hogy a médek megszólítása, illetve az indiai Madhja Prades állam elnevezése is rokonítható a magyar névvel. Amennyiben a szóban forgó kifejezéseket sikerülne a Manu népe szókapcsolatból származtatni, akkor a fentebb vázolt magyarázat összekapcsolná a méd, madhja nevet a magyarok megszólításával. Esetleg – ha bizonyítani lehetne, hogy a feltételezett népvándorlások a megfelelő időben megtörténtek – a médek (is) lehetnének az andronovói kultúra (egyik) népe.
Madhja Prades – jelentése középső tartomány –, értelmével egyezően India középső részén található. A 20. század közepén kapta e nevet. A madhja kifejezés valójában megye és mezsgye szavunkkal áll igen közvetett összefüggésben. A megye a magyar nyelvben az ősszláv media (közép), hasonló hangzású szlovén mezsgye szavunk pedig ennek bolgár–szláv mezsda alakjából ered.

### Török szófejtések
A török etimológia képes megmagyarázni azt, hogy a manysi és magyar népnév miképpen függ össze. Az obi-ugorokat a középkori szomszédok éppen azért nevezték el ugornak, mert annyira eltörökösödtek, hogy már ogurnak tűntek a kívülállók szemében.
A magyarokat gyakran nevezték onogurnak, ennek maradványa a szláv venger szó is. A venger szóban a korai magyar számnév, a ven ismerhető fel, mely a tízes számot jelentette, és a mai magyarban is megvan a negyventől kilencvenig terjedő kerek számokban. Hangrendi illeszkedéssel a magyarok saját elnevezése *van-ogur lehetett, melynek közepéből az o kiesett. A szókezdő v hang gyakran alakult m-mé török szavainkban, az n+g nazális g-nek hangzott, melyből rendszeresen ny hang lett, majd az ny-ből gy. Így a hangtanilag indokolható hangváltozások sorában ott van a vangar > mangar > manyar > magyar. A török nyelvekre jellemző módon a magas és mély hangrendű változatok egyszerre léteztek, egyszerre változtak, és a középkori vegyes hangrend tévedés eredménye.
Vámbéry Ármin a magyar népnév eredetéről ekként beszél:
„Véleményünk szerint a magyar vagy régibb alakjában majar szó is hasonló természetű képzés által jött létre, a mennyiben majar-ban egy maj tőalakot gyanítunk, mely egy ismeretes hangváltozás folytán baj-nak a mellékalakja, mely annyit jelent, mint magas, hatalmas, fönséges, gazdag; az említett tulajdonnév melylyel, ha föltevésünk helyesnek bizonyúl, a török bajar = fejedelem, hatalmas, azonos, tehát így volna fordítandó: uralkodó, hatalmas.”

### Törökös–magyaros szófejtések
A szóban forgó elnevezés – a magyar név – szótáraink szerint a magyar népet és nyelvet jelöli. Nem társneve ember szavunknak, nem utal a magyarok származási helyére, jellemző tulajdonságaira stb. A magy szótő sem jelent nyelvünkben semmit, nem alkot szóbokrot. Csupán az -ar névképző ismerős a szó végén, jóllehet ugyanez a törökben is megvan hasonló szerepben. Következésképpen a magyar vagy idegen eredetű szó, vagy magyar eredetű ugyan, de idegen ajkú beszélők körében eredeti alakját elvesztette. Ezen idegenek, jó eséllyel, török nyelvű atyánkfiai lehettek. Madzsaroknak, magyaroknak nevezték magukat, korábban pedig kavaroknak és szabaroknak (szabartoi aszfaloi: állhatatos szabarok).
A madzsar nép – arab forrásokban al-Maggarija, badzsgird, bajdzsirt, basgird, basgurd, baskort stb. – névadója egyik istenségük (törökösen Madzs, magyarosan Mag) is lehetett. Létezését csupán közvetett bizonyítékok támasztják alá. Egyike ezeknek Jákút, arab utazó tudósítása a baskírokról. Jákút meghatározása szerint bāšġird egy ország Konstantinápoly és Bulgár között. Eszerint az említett név a Kárpát-medencében élő magyarságra hivatkozik.
„Közülük mindegyik egy fadarabot penis formára farag, s azután nyakába akasztja; ha utazni, vagy pedig ellenséggel szembeszállni kíván, megcsókolja s előtte leborulva azt mondja »Úristen, tégy velem így meg így!« Erre azt mondtam a tolmácsnak »Kérdezd meg valamelyiket, miféle érve van erre nézve, és miért tekinti istenének!« Felelte »Azért, mert én is ehhez hasonlóból jöttem a világra, és nem ismerek kívüle mást, ami létrehozott volna.«” (Kmoskó Mihály fordítása.)
Thúry József szerint a magyar nép a bolgár kutrigurok egyik fejedelmétől – görög nyelvű forrásokban (Jóannész Malalasz, Hitvalló Szent Theophanész) Mouagerisz (Μουαγερης) – örökölte nevét. Mouager fejedelemnek vélhetően csupán annyi köze van a magyar néphez, hogy ő is az említett istenség nevét kölcsönözte, amint ez a természethívő népek körében szokásban volt.
Az 527–528. évben a Krími-Boszporosz közelében lakó bolgárokon – a források hunoknak nevezik őket – Gordasz (Γορδας) nevű királyuk uralkodott. Bizánccal szövetkezve megkeresztelkedett, s hazatérve népét is meg akarta téríteni. Összetörette s beolvasztatta aranyból és ezüstből készült istenképeiket. A természethívő bolgárok vallási vezetői fellázadtak ellene, megölték, és testvérét Mouageriszt (Μουαγερης) választották uruknak. E történetet, illetve főszereplőinek nevét Jóannész Malalasz és Hitvalló Szent Theophanész is feljegyezte. Moravcsik Gyula úgy véli, hogy a Mouagerisz név, a krónikáinkban szereplő Magor személy-, illetve Megyer törzs-, valamint a hetumoger népnév kapcsolatban lehet egymással.
„Kutatásaink végeredményeként tehát megállapíthatjuk, hogy a bizánci krónikás feljegyezte Muageris a kutrigur nép királya volt. Minthogy pedig a név a névadó ős, illetőleg a Megyer törzs nevével megegyezik, ez az egyezés a kutrigurok és az ősmagyarság közti esetleges kapcsolatokra irányítja a figyelmünket.”

### Magyar szófejtések
A magyar név a magyar nyelv szókincséből merítve is értelmezhető. Czuczor Gergely és Fogarasi János munkája, A magyar nyelv szótára, illetve annak Magyar (1) szócikke részletesen értekezik e kérdésről. A szerzők számos párhuzammal (hun, türk, mongol stb.) és példával szolgáló, ismeretgazdag szócikkükben végigveszik a szó történetét és összefüggéseit saját korukig. Tárgyalják Horvát István szófejtését, mely szerint a magyar szó jelentése mageresztő, magvető. E jelentéstartományt kiegészítvén és továbbfűzvén, eljutának kettős végkövetkeztetésükig: egyrészről a magyar szó jelentése mag-erő, vagyis a legkiválóbb, mivel a magyarok nevüket a Megyer nemzetségről kapták, amely az élenjáró nemzetség volt, a legkiválóbb az összes közt, másrészről a mag-férfi, vagyis legférfiasabb, legnagyobb férfierővel, férfiassággal rendelkező. Megjegyzik, hogy e szómagyarázat egybecseng a hagyományos magyar néplélek rátartiságával, büszkeségével, erősítvén mindkét értelmezés egyidejű érvényességét. A mag-erő egyik jelentése lehet életerő is, a magból teljes növényt fakasztó; ez értelemben a magyar (melléknév) mint életerős szerepelhet. Attól függően, hogy mellékneves vagy birtokos a szerkezet, a magyar nép összetétel lehet életerős nép, illetve az életerő népe.

## Amagyarszó korai előfordulásai
Perzsa és arab szövegekben 870-920 körül a magyar szó magyar nyelvhez igazított alakja al-maǰģirīya.

### AzUralisches etymologisches Wörterbuchszerint
- 870 körül – m˙g^˙y˙riya (Pais–Eml. 273)
- 1086/1130-1140 körül – mogurdi (PRT. VIII, 270)
- 1147–1152 és XIII–XIV. század – […] Hetumoger […], (An.); […] Dentumoger (frn.)
- 1121/1420 – Mogioroi (MNY. XXV, 9)
- 1148/1253 – Megyer; (FEJÉR CD. II, 29)
- 1214/1334 – Mager, frn. (Györffy I, 642)
- 1225 – Mogorsciget frn. (OklSz.)
- 1275 – Magyarmezev frn.
- 1290 körül – Magur, Meger frn. (Györffy I, 340–1)
- 1372 után/1448 körül – ky¨magarazuala (JókK. 2)
- 1400-1410 – magarorzag (SchlSzj)
- 1476 – magyary Mathyas kyralhoz (SzabV.); el kezdeneyek magerazny; magyarán; illetve Megyer, Békásmegyer, Káposztásmegyer, Pusztamegyer, Megyercs, Megyered, Nagymegyer

(Forrás: Rédei 1986–1991)

### AzErdélyi magyar szótörténeti táralapján
- 1581 – Az Magyar f. 2 [Kv; Szám. 3/IV. 11]
- 1588 – Az magiar legint mykor fel Akaztottak, az melj az Zabo Marton Pinzet el lopta volt attam az Ciganoknak f. 1 [Kv; i.h. 4/I. 38.]
- 1630 – Magiar Ember
- 1642 – magyar bizonsagokkal
- 1645 – Magjar
- 1740 – Magjar és Oláh
- 1742 – Magyar inaskájával

(Forrás: Szabó 1967–1999)

### AMagyar Nyelvtörténeti Szótárszerint
- 1252–1254 – Magor, moger, Mogorfalu (DebrC 526. mager, CornC. 24. Magyer)
- magyaroknak (KeszthC. 467.)

(Forrás: Szarvas és Simonyi 1890–1893)